# Кольдингс, Анна
Анна Кольдингс (дат. Anna Koldings; ум. 1590), — датчанка, обвинённая в ведьмовстве. Она была одной из главных обвиняемых в суде над ведьмами в Копенгагене летом 1590 года, который проходил параллельно со знаменитым процессом над ведьмами Северного Бервика в Эдинбурге в Шотландии.
Зимой 1589 года принцесса Анна Датская покинула Копенгаген, чтобы выйти замуж за шотландского короля Якова VI. Поднялся сильный шторм, из-за которого корабль принцессы едва не затонул. Он в конце концов остановился в Осло, в тогдашней датской провинции Норвегия, Яков VI прибыл к ней туда, и свадьба состоялась в Норвегии, а не в Шотландии, как было запланировано. Весной 1590 года Яков VI вернулся в Шотландию после женитьбы, обратный путь из Дании был омрачён штормами. Датский двор в то время был сильно озадачен вопросами колдовства и чёрной магии, и это, должно быть, повлияло и на молодого короля Якова.
Летом 1590 года в Копенгагене началась масштабная кампания против предполагаемых ведьм. Датские власти начали расследование причин этих штормов. Датский министр финансов Кристофер Валькендорф был обвинен адмиралом Педером Мунком в том, что он так плохо оборудовал королевский корабль, что тот не выдержал шторма. Он защищался, говоря, что буря была вызвана ведьмами из дома ткачихи Карен, которые посылали маленьких демонов, которые цеплялись за кили кораблей и вызывали бурю. Карен была арестована в июле. Она призналась, что вызвала шторм, который преследовал королевский корабль с помощью колдовства, и назвала других женщин своими сообщницами. Одной из них была Анна Кольдингс. Во время пыток Кольдингс описала, как группа женщин собралась в доме Карен, где они вызвали бурю на корабле принцессы, послав маленьких дьяволов на киль корабля. В качестве сообщниц она назвала ещё пятерых женщин, среди которых была Малин, жена градоначальника Копенгагена, и Маргрета Якоб Скриверс. Все женщины были арестованы и обвинены, в то время как супруг Скриверс безуспешно пытался защитить свою жену. Анна Кольдингс считалась очень опасной ведьмой и называлась «матерью Дьявола». В тюрьме с ней обращались как со знаменитостью и показывали её посетителям: известно, что в тюрьме она исповедовалась двум священникам и трём женщинам-посетительницам.
Анна Кольдингс была признана виновной по всем пунктам обвинения и казнена путём сожжения на костре в Кронборге. 12 женщин были казнены по результатам этого процесса над ведьмами. Яков VI узнал об этом датском деле и решил создать свой собственный суд над ведьмами.

## Дополнительные источники
- Åberg, Alf, Häxorna: de stora trolldomsprocesserna i Sverige 1668—1676, Esselte studium/Akademiförl., Göteborg, 1989
- Oluf Nielsen: Kjøbenhavns Historie og Beskrivelse III. Kjøbenhavn i Aarene 1536—1660 [The history and description of Copenhagen volume III. Copenhagen in 1536—1660] Kbh., G. E. C. Gad (In Danish)
- Rune Hagen: Blant konger og hekser
- P. G. Maxwell-Stuart (2007) The Great Scottish Witch-Hunt: Europe’s Most Obsessive Dynasty (Tempus) ISBN 978-0752444253